# Убайдаллах аль-Махди
Абу Муха́ммад Абдулла́х ибн аль-Хусе́йн (араб. أبو محمد عبد الله بن الحسين‎; 31 июля 873, Аскар-Мукрам — 4 марта 934, Махдия) более известный под своим царским именем аль-Махди́ билла́х (المهدياالله, «Праведно ведомый Богом») — основатель Фатимидского халифата, одиннадцатый исмаилитский имам.

## Биография

### Происхождение и детство
Будущий халиф аль-Махди биллах родился в Аскар-Мукраме, в персидской провинции Хузестан, 31 июля 874 года (12 Шавваля 260 года хиджры) согласно его официальной биографии, или ровно на год раньше согласно другой традиции. Его первоначальное имя было Саид ибн аль-Хусейн, хотя в дальнейшей жизни он настаивал, что его настоящее имя было Али, а Саид был всего лишь псевдонимом. Его отец, аль-Хусейн, умер в 881/2 году, и Саид был отправлен на воспитание к своему дяде Абу Али Мухаммаду, известному как Абу-ль-Шалаглаг, в город Саламия, на западном краю Сирийской пустыни. В своём путешествии к нему присоединился Джафар, мальчик, который был на несколько месяцев старше Саида и воспитывался вместе с ним одной кормилицей. Он стал евнухом, близким доверенным лицом и камергером Саида и является одним из главных источников информации о его жизни. По-видимому, у Саида был брат, известный только как Абу Мухаммад, который не последовал за ним в Саламию.
Семья Саида поселилась в Саламии со времён его прадеда Абдуллаха аль-Акбара, который также был родом из Аскар-Макрама. Выдавая себя за торговца, Абдуллах аль-Акбар и его потомки на самом деле были лидерами обширного подпольного политического и религиозного движения исмаилитского да’вата. Это движение состояло из сети агентов да’и, призванных собирать верующих и готовить их к возвращению скрытого имама в качестве мессии, махди или каима, чтобы возвестить о конце времён. Затем махди быстро свергнет узурпирующий Аббасидский халифат и разрушит их столицу Багдад, восстановит единство мусульман, завоюет Константинополь, обеспечит окончательный триумф ислама и установит царство мира и справедливости.
Для исмаилитов этим махди был Мухаммад ибн Исмаил, седьмой имам в линии, идущей от Али ибн Абу Талиба, зятя исламского пророка Мухаммеда. На эту роль претендовал Абдуллах аль-Акбар, и ему, в свою очередь, наследовал в 827/8 году его сын Ахмад, за которым последовал Абу-ль-Шалаглаг. У Абу-ль-Шалаглага не было наследников, поскольку, по сообщениям, его сын и внук были схвачены и заключены в тюрьму Аббасидами. Таким образом, Саид был назначен его преемником и его женили на дочери своего дяди. Единственный ребенок Саида, Абд ар-Рахман, будущий халиф аль-Каим Биамриллах, родился в марте или апреле 893 года. Его брат, Абу Мухаммад, по-видимому, отправился в Талекан в Дейлем, регион, где уже Абдуллах аль- Акбар жил и проповедовал некоторое время.

### Имам исмаилитов
В 899 году Мухаммад ибн Ахмад умер и Али возглавил исмаилитское движение, приняв имя Абдуллах аль-Махди. Он разослал инструкции исмаилитским проповедникам (да’и), в которых изменил существовавшие ранее принципы учения. Теперь род, восходящий к Исмаилу ибн Джафару, и представителем которого объявлялся Абдуллах, именовался имамами, носителями божественной благодати (бараки) рода Пророка Мухаммеда. Это противоречило изначальному учению ранних исмаилитов, которые считали, что Мухаммад ибн Исмаил (сын Исмаила ибн Джафара) находится «в сокрытии» и приверженцы учения ожидали его нового явления в качестве махди. Провозглашение имамом Абдуллаха было коренным изменением исмаилитской доктрины и привело к расколу среди приверженцев учения. Значительная часть исмаилитов отвергла эти изменения, не признав Абдуллаха имамом; таким образом, зародилось движение карматов, ставших злейшими противниками Фатимидов.
В 901—902 годах исмаилитский да’и Сирийской пустыни Зикравайх начал восстание в пользу Абдуллаха, не согласовав с ним свои действия. Сыновья Зикравайха захватили ряд городов в Сирии, где провозгласили хутбу с именем Абдуллаха. Сам Абдуллах не примкнул к восставшим, а уехал в Палестину в город Рамла. Войска аббасидского халифа аль-Муктафи в 903 году разгромили сыновей Зикравайха и начали преследование Абдуллаха. Он вынужден был бежать в Египет.

### Скитания Абдуллаха
В Египте Абдуллах выдавал себя за купца. Его сторонники предлагали уехать в Йемен, но Абдуллах выбрал иной вариант. Покинуть Египет его вынудили активные действия аббасидских войск, вторгнувшихся в Египет для восстановления в нём власти халифа в 905 году. Абдуллах в составе купеческого каравана отправился на запад в Ифрикию, где больших успехов достиг исмаилитский да’и Абу Абдаллах аш-Ши’и, проповедовавший в этом регионе с 893 года. Добравшись до Триполи, Убайдаллах отправил посланца к Абу Абдаллаху, но он был арестован наместниками Ифрикии Аглабидами. После этого Абдуллах решил изменить маршрут и в составе купеческого каравана отправился в обход Ифрикии далее на запад в город Сиджильмаса, управлявшийся династией Мидраридов. Здесь он в 905 году поселился, по-прежнему выдавая себя за купца.

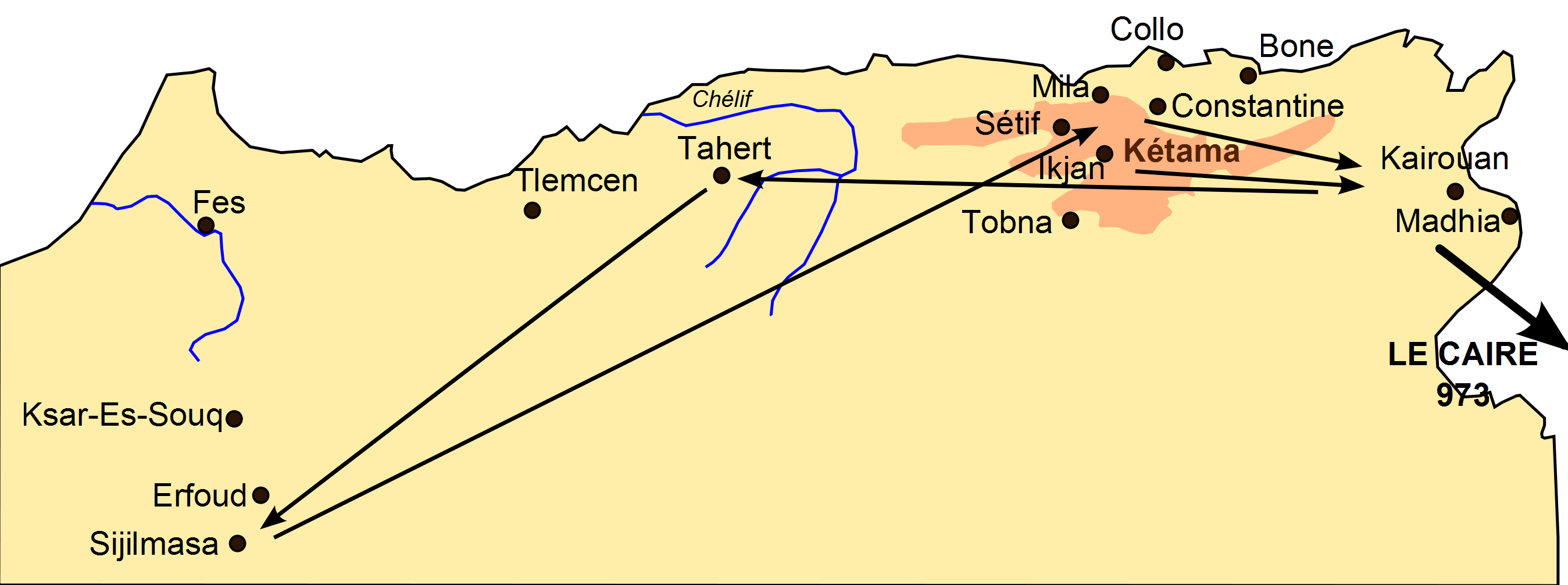
Расширение державы Фатимидов в Ифрикии и Магрибе в X веке

В это время берберы кутама, предводительствуемые Абу Абдаллахом достигли больших успехов в Ифрикии. Начав военные действия против Аглабидов в 902 году, Абу Абдаллах к 905 году захватил Милу, Сетиф, Тобну, Белезму. В 907—908 годах восставшие овладели большей частью главных стратегических пунктов страны и нанесли ряд тяжёлых поражений аглабидским войскам. В 908 году Абу Абдаллах овладел Кайруаном. В марте 909 года Абу Абдаллах захватил резиденцию Аглабидов Раккаду, близ Кайруана. Последний аглабидский эмир Зийадаталлах III бежал из страны, Ифрикия полностью перешла под контроль Абу Абдаллаха.
В июне 909 года Абу Абдаллах пошёл в поход на Сиджильмасу. По пути он разгромил государство Рустамидов в Тахарте. В это время мидраридский правитель Ильяс аль-Мунтасир арестовал Абдуллаха. В августе 909 года Абу Абдаллах подойдя к Сиджильмасе, разгромил мидраридские войска, захватил город, освободил Абдуллаха, который был провозглашён халифом.

### Правление халифа аль-Махди

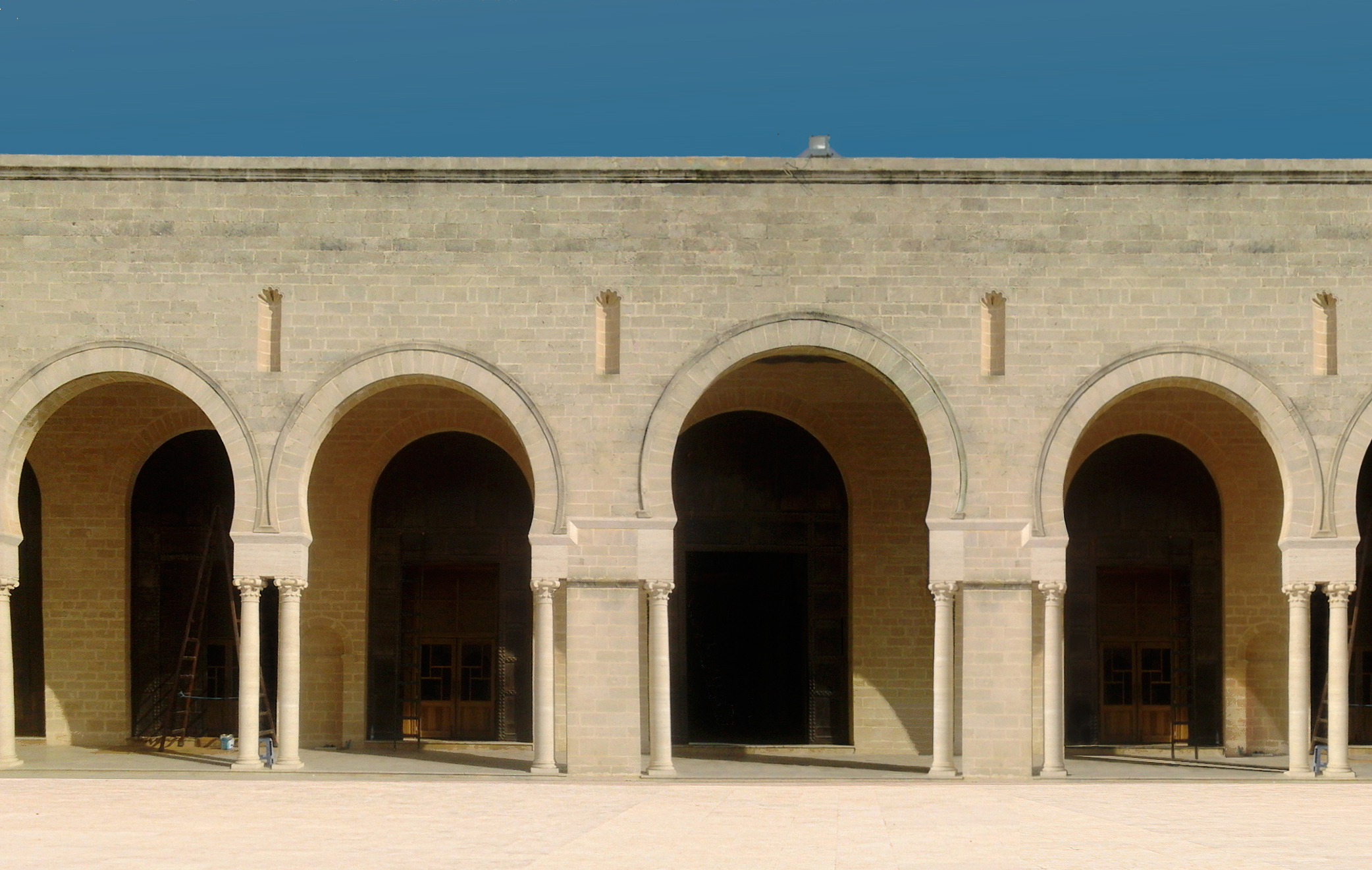
Фрагмент Большой мечети в Махдии

В октябре 909 года Абдуллах отправился в Ифрикию. В январе 910 года Абдуллах торжественно въехал в Раккаду и был провозглашён правителем. Его сын аль-Каим провозглашён наследником. Новый правитель в общем сохранил административную структуру существовавшую при Аглабидах. Была реорганизована налоговая система. Особое внимание Абдуллах уделил разработке доктрины исмаилитского вероучения на основе джафаритского мазхаба. Для своего халифата он решил построить новую столицу, которая была сооружена в 921 году и получила название в честь халифа — Махдия. Город находился на морском побережье, что упрочивало положение государства Фатимидов как морской средиземноморской державы.
В 911 году против халифа организован заговор; во главе заговорщиков встал главный руководитель фатимидского восстания и возведения Абдуллах на престол — Абу Абдаллах. Узнав о заговоре, халиф действовал решительно, Абу Абдаллах и его брат были схвачены и 31 июля 911 года казнены. Берберы кутама, узнав о казни своего предводителя, подняли восстание против власти Абдуллаха. Подавить его удалось в 912 году благодаря мужественным действиям армии под командованием наследника аль-Каима. Также происходили и другие восстания. В 911 году против Фатимидов поднялось племя маграва из группы зената в Тахарте, которое выступало под знаменем хариджизма и питало ненависть к исмаилитам, как к еретикам. В 912 году произошло восстание в Триполи. Но войска Абдуллаха успешно подавили все эти выступления.
В состав халифата входила мусульманская на тот момент Сицилия со столицей в Палермо. В 913 году в Палермо Ахмед ибн-Кохроб сместил фатимидского правителя (подчинявшегося Северной Африке) и объявил себя эмиром независимой Сицилии. В 914 году ему удалось уничтожить фатимидский флот, но ещё через год из-за провала экономических реформ началось восстание среди берберов на юге острова. Восставшие поймали и повесили ибн-Кохроба, а в 917 году Абдуллах послал на остров армию, которая захватила Палермо и восстановила правление династии Фатимидов на сорок лет.
Ифрикия воспринималась Абдуллахом как стартовая площадка для дальнейшего расширения своего халифата на все страны исламского мира. Главным направлением внешней экспансии Фатимидов стала богатейшая страна региона — Египет. В 913—915 и 919—921 годах были организованы две экспедиции на Египет, которые возглавлял сын и наследник халифа аль-Каим. Но несмотря на первоначальный успех фатимидских войск, аббасидские войска отразили эти нападения.
В то же время Абдуллах старался утвердиться и в странах Магриба, где главным соперником Фатимидов был Кордовский эмират, распространявший своё влияние на земли современного Марокко. В 917 году войска Фатимидов совершили поход на маленький эмират Накур. В 922 году большая фатимидская армия под командованием Масалы ибн Хаббуса двинулась на территорию Дальнего Магриба. Союзниками Фатимидов при покорении Магриба стало племя микнаса. Правитель государства Идрисидов Яхья IV потерпел поражение. Государство Идрисидов подчинилось Абдуллаху. Но к началу 930-х годов кордовским Омейядам удалось потеснить позиции Фатимидов в Дальнем Магрибе. Поход фатимидских войск в 933 году не привёл к изменению положения в Дальнем Магрибе.